# Франция на зимних Олимпийских играх 1960
Франция принимала участие в Зимних Олимпийских играх 1960 года в Скво-Велли (США) в восьмой раз за свою историю, и завоевала одну золотую и две бронзовые медали. Сборная страны состояла из 26 спортсменов (18 мужчин, 8 женщин).

## Медалисты
| Медаль | Спортсмен   | Вид спорта        | Дисциплина                |
| ------ | ----------- | ----------------- | ------------------------- |
| Золото | Жан Вюарне  | Горнолыжный спорт | Мужчины, скоростной спуск |
| Бронза | Ги Перийя   | Горнолыжный спорт | Мужчины, скоростной спуск |
| Бронза | Шарль Бозон | Горнолыжный спорт | Мужчины, слалом           |